# Utica (Minnesota)
Utica es una ciudad ubicada en el condado de Winona en el estado estadounidense de Minnesota. En el Censo de 2010 tenía una población de 291 habitantes y una densidad poblacional de 121,2 personas por km².

## Geografía
Utica se encuentra ubicada en las coordenadas 43°58′39″N 91°56′58″O / 43.97750, -91.94944. Según la Oficina del Censo de los Estados Unidos, Utica tiene una superficie total de 2.4 km², de la cual 2.4 km² corresponden a tierra firme y (0%) 0 km² es agua.

## Demografía
Según el censo de 2010, había 291 personas residiendo en Utica. La densidad de población era de 121,2 hab./km². De los 291 habitantes, Utica estaba compuesto por el 95.88% blancos, el 0% eran afroamericanos, el 1.72% eran amerindios, el 0% eran asiáticos, el 0% eran isleños del Pacífico, el 0% eran de otras razas y el 2.41% pertenecían a dos o más razas. Del total de la población el 3.44% eran hispanos o latinos de cualquier raza.